# 上海白菜
青江菜，別名青菜、小棠菜、上海白菜、青梗菜、湯匙菜、瓢兒菜、胖白菜、矮白菜、油菜，是亞洲一帶最常見的蔬菜品種，是小白菜的一種。特點是菜葉和菜梗（支莖）均小巧飽滿，菜梗呈青綠色，甘甜微苦，口感厚實又清脆，屬於耐熱又耐寒的農作物，極為容易栽種。

## 食用方式
莖葉均使用，求新鮮。嫩莖食用常浸入香料中。在各系菜餚中多維持原鮮艷嫩綠色彩。相對其他以炒食爲主的青菜，上海青以蒸、煮方式烹調頗爲常見，尤其以火鍋和白灼兩種形式受到歡迎，還可以加蠔油、豆瓣醬、生抽是常見的輔料，亦常單獨作爲主料。